# Championnats d'Europe de BMX 2016
Navigation
Édition précédente Édition suivante
Les championnats d'Europe de BMX 2016 ont lieu du 8 au 10 juillet 2016 à Vérone en Italie. Ils sont organisés par l'Union européenne de cyclisme et la Fédération cycliste italienne.

## Podiums
| Épreuves                        | Or                    | Argent           | Bronze               |
| ------------------------------- | --------------------- | ---------------- | -------------------- |
| Épreuves masculines             |                       |                  |                      |
| Contre-la-montre élites/juniors | Romain Mahieu         | Damien Godet     | David Graf           |
| Course élites                   | Raymon van der Biezen | David Graf       | Sylvain André        |
| Course juniors                  | Mathis Ragot Richard  | Cédric Butti     | Paddy Sharrock       |
| Épreuves féminines              |                       |                  |                      |
| Contre-la-montre élites/juniors | Merel Smulders        | Bethany Shriever | Yaroslava Bondarenko |
| Course élites                   | Sarah Sailer          | Marine Lacoste   | Sandra Aleksejeva    |
| Course juniors                  | Merel Smulders        | Natalia Afremova | Mathilde Hugot       |

## Tableau des médailles
| Rang  | Nation          | Or | Argent | Bronze | Total |
| ----- | --------------- | -- | ------ | ------ | ----- |
| 1     | Pays-Bas        | 3  | 0      | 0      | 3     |
| 2     | France          | 2  | 2      | 2      | 6     |
| 3     | Allemagne       | 1  | 0      | 0      | 1     |
| 4     | Suisse          | 0  | 2      | 1      | 3     |
| 5     | Grande-Bretagne | 0  | 1      | 1      | 2     |
| 5     | Russie          | 0  | 1      | 1      | 2     |
| 7     | Lettonie        | 0  | 0      | 1      | 1     |
| Total | Total           | 6  | 6      | 6      | 18    |